# Heinrich-Anton Deboi
Heinrich-Anton Deboi, né le 6 avril 1893 à Landshut, mort le 20 janvier 1955 à Tcherntsy (ru), est un Generalleutnant allemand qui a servi au sein de la Heer dans la Wehrmacht pendant la Seconde Guerre mondiale.

## Biographie
Le 6 juillet 1912, Heinrich-Anton Deboi rejoint la 2e régiment d'infanterie royal bavarois (de) avec le grade de Fähnrich. Il rejoint l'école militaire de Munich et devient officier en juillet 1914. Durant la Première Guerre mondiale sa division rejoint le Front de l'Ouest (Première Guerre mondiale). Il participe à la bataille de la Somme.
Durant l'Entre-deux-guerres, Heinrich-Anton Deboi reste membre du 19e régiment (bavarois) d'infanterie (de). Au début de la Seconde Guerre mondiale en 1940 il est membre de la 57e division. Il participe à la campagne de Pologne et à la bataille de France. En 1941 il participe à l'opération Barbarossa. Il est promu général le 1er mars 1942.   
En 1942, Heinrich-Anton Deboi commande la 44e division d'infanterie. Pendant la bataille de Stalingrad, elle fait partie du 11e corps de la 6e armée. Lors de l'opération Koltso, la division est encerclée, elle capitule le 28 janvier 1943.
Il est considéré comme criminel de guerre par l'Armée rouge et envoyé au Goulag.
Heinrich-Anton Deboi décède en 1955 au Camp Woikowo (de) près de Tcherntsy (ru), en Union des républiques socialistes soviétiques.

## Décorations
- Croix de fer, 1914.
- Croix de chevalier de la Croix de fer, reçue le 10 septembre 1942.